# Moutiers (Eure-et-Loir)
Moutiers è un comune francese di 256 abitanti situato nel dipartimento dell'Eure-et-Loir nella regione del Centro-Valle della Loira.

## Società

### Evoluzione demografica
Abitanti censiti